# Wladimir Iwanowitsch Ritus
Wladimir Iwanowitsch Ritus (russisch Владимир  Иванович Ритус, englische Transkription: Vladimir Ivanovich Ritus; * 23. Mai 1927 in Moskau) ist ein russischer theoretischer Physiker.

## Leben
Ritus studierte nach Ende des Zweiten Weltkrieges Physik an Lomonossow-Universität Moskau. Das Studium beendete er 1950 mit einer Diplom-Arbeit am Lebedew-Institut (FIAN) der Akademie der Wissenschaften der UdSSR. Von 1951 bis 1955 arbeitete er unter der Leitung von Igor Tamm und Andrei Sacharow in der Arbeitsgruppe mit, die theoretische Konzepte für den Bau einer sowjetischen Wasserstoffbombe entwickelte. Für diese Arbeit erhielt er den Stalin-Preis. 1955 kehrte er an das FIAN zurück, wo er in der Theorie-Abteilung arbeitete und 1969 promoviert wurde (russischer Doktortitel).
Das Arbeitsgebiet von Ritus sind die Teilchenphysik und speziell die Quantenelektrodynamik in starken Feldern. In Zusammenarbeit mit A. I. Nikischow entstanden einige international beachtete und vielzitierte Publikationen.
1994 wurde Ritus zum korrespondierenden Mitglied der Russischen Akademie der Wissenschaften gewählt.
2010 erhielt er die S.-I.-Wawilow-Goldmedaille und 1983 den Tamm-Preis der Akademie der Wissenschaften der UdSSR.

## Schriften (Auswahl)
- A. I. Nishikov, V. I. Ritus: Quantum processes in the field of a plane electromagnetic wave and in a constant field. In: Soviet Physics JETP. Band 19, Nr. 2, 1964, S. 529–541.
- V. I. Ritus: Shift and splitting of atomic energy levels by the field of an electromagnetic wave. In: Soviet Physics JETP. Band 34, Nr. 5, 1967, S. 1041–1043.
- V. I. Ritus: Radiative corrections in quantum electrodynamics with intense field and their analytical properties. In: Annals of Physics. Band 69, Nr. 2, 1972, S. 555–582, doi:10.1016/0003-4916(72)90191-1.
- V. I. Ritus: Langrangian of an intense electromagnetic field and quantum electrodynamics at short distances. In: Sov. Phys. JETP. Band 42, Nr. 5, 1976, S. 774–782.
- V. I. Ritus: Quantum effects of the interaction of elementary particles with an intensive electromagnetic field. In: Journal of Soviet Laser Research. Band 6, Nr. 5, 1985, S. 497–617.
- V. I. Ritus: A. D. Sakharov: personality and fate. In: Physics–Uspekhi. Band 55, Nr. 2, 2012, S. 170–175, doi:10.3367/UFNe.0182.201202g.0182.